# Kürten
Kürten là một đô thị ở huyện Rheinisch-Bergischer, trong bang Nordrhein-Westfalen, Đức.
Kürten tọa lạc khoảng 25 km về phía đông của Köln.
Các địa phương giáp ranh: Bergisch Gladbach, Overath, Wermelskirchen, Wipperfürth, Lindlar và Odenthal.
Các khu vực dân cư (69 đơn vị):
Ahlendung - Bechen - Biesenbach - Biesfeld - Bilstein - Blissenbach - Bornen - Breibach - Broch - Broich - Broichhausen - Burgheim - Busch - Dahl - Delling - Dörnchen - Dorpe - Duhr - Dürscheid - Eichhof - Eisenkaul - Engeldorf - Enkeln - Forsten - Furth - Hachenberg - Hahn - Heidergansfeld - Hembach - Herrscherthal - Herweg - Höchsten - Hufe - Hungenbach - Hutsherweg - Jähhardt - Junkermühle - Kalsbach - Kochsfeld - Kohlgrube - Laudenberg - Miebach - Müllenberg - Nassenstein - Nelsbach - Oberbersten - Oberbörsch - Oberkollenbach - Oeldorf - Offermannsberg - Offermannsheide - Olpe - Olperhof - Petersberg - Richerzhagen - Schanze - Schnappe - Schwarzeln - Selbach - Spitze - Sülze - Sürth - Unterbersten-Unterbörsch - Unterossenbach - Viersbach - Waldmühle - Weiden - Weier - Wolfsorth.

## Thành phố kết nghĩa
- Rodengo-Saiano, (Italia) từ năm 1999

## Dân số
| Năm  | Dân số |
| 1829 | 2.373  |
| 1925 | 2.329  |
| 1938 | 2.684  |
| 1946 | 3.903  |
| 1953 | 3.617  |

| Năm  | Dân số |
| 1979 | 16.243 |
| 1983 | 16.919 |
| 1990 | 17.516 |
| 2001 | 20.005 |
| 2003 | 20.040 |

| Năm  | Dân số |
| 2004 | 20.116 |
| 2005 | 20.077 |